# Кози (род)
Коза пренасочва насам.  За други значения вижте Коза (пояснение).
Козите (Capra) са род Кухороги бозайници от разред Чифтокопитни.

## Класификация
Класификацията на козите все още е предмет на научни спорове. В по-старата литература се разграничават само два вида: Винторог козел (Capra falconeri) и Козирог (Capra ibex), като към последния се причисляват като подвидове всички останали диви козли. Днес различните автори разграничават от 7 до 9 отделни вида.
Скорошни генетични изследвания потвърждават отликата на сибирските и нубийските козирози от алпийските. От друга страна пиренейските козирози се оказват не чак толкова различни от алпийските, колкото се смяташе. Някои учени смятат кавказките козли тур за единствен вид: Capra caucasica, но същото изследване сочи Западнокавказкият тур (Capra caucasica) като по-близък до безоаровите козли, отколкото до Източнокавказкия тур (Capra cylindricornis).
За всеки гографски район е типичен определен вид див козел, но в редките случаи когато териториите на разпространение на два вида се припокриват, те не се кръстосват помежду си. В неволя обаче козите успешно се кръстосват давайки плодовито потомство.
Род Кози
- Вид Capra ibex – Алпийски козирог, ибекс
- Вид Capra pyrenaica – Пиренейски козирог
- Вид Capra nubiana – Нубийски козирог
- Вид Capra sibirica – Сибирски козирог
- Вид Capra walie – Етиопски козирог
- Вид Capra caucasica – Кавказки козел, тур, западнокавказки тур
- Вид Capra cylindricornis – Източнокавказки тур
- Вид Capra aegagrus – Безоаров козел, егагър
  - Подвид Capra aegagrus hircus – Домашна коза
- Вид Capra falconeri – Винторог козел, мархур

## Разпространение
Козите се срещат в скалистите високопланински райони на Европа, Азия и Североизточна Африка. В древността Безоаровият козел е обитавал и Балканския полуостров, а Алпийският козирог е успешно аклиматизиран в Рила.

## Обща характеристика
Дивите козли обитават скалисти високопланински райони и се придвижват с голяма сигурност и бързина по стръмните скалисти склонове. В естествената си среда е трудно да се наблюдават, защото забелязват хората отдалеч и бързо напускат района. Женските с малки обикновено се движат на неголеми стада, а мъжките живеят самостоятелно или на отделни ергенски стада.
Обикновено се хранят рано сутрин и привечер с високопланински треви, храсти, мъх, лишеи, корени или листа и дървесна кора.
През размножителния период мъжките козирози водят ожесточени битки помежду си за правото над женското стадо. Те блъскат глави с големите си рога по характернен начин, изправяйки се на задните си крака за по-голяма засилка. Този характерен начин на борба се обяснява с малкото пространство, с което обикновено разполага биещата се двойка и невъзможността да се засилват.
След около 5-месечна бременност женските раждат по едно, рядко две малки. Малкото на коза се нарича яре.